# Tourville (tàu tuần dương Pháp)
Tourville là một tàu tuần dương hạng nặng của Hải quân Pháp thuộc lớp Duquesne được chế tạo theo khuôn khổ giới hạn của Hiệp ước Hải quân Washington.
Được đặt tên theo vị Đô đốc Pháp Anne Hilarion de Tourville vào Thế kỷ XVII, con tàu được chế tạo bởi Xưởng vũ khí Lorient. Tourville được đặt lườn vào ngày 4 tháng 4 năm 1925, hạ thủy vào ngày 24 tháng 8 năm 1926 và được hoàn tất vào ngày 12 tháng 3 năm 1929.
Tourville đã tham gia hoạt động trong Chiến tranh Thế giới thứ hai. Khi cuộc xung đột kết thúc, nó ngừng hoạt động vào năm 1950 và bị tháo dỡ năm 1962.